# Internostrum
Internostrum és un sistema de traducció instantània català-castellà i castellà-català, que ha estat desenvolupat pel Departament de Llenguatges i sistemes informàtics de la Universitat d'Alacant, per encàrrec de la Caixa d'Estalvis del Mediterrani. Té la particularitat que permet obtenir la traducció al català tant en l'estàndard del català oriental com en valencià.